# 妻籠宿
座標: 北緯35度34分36秒 東経137度35分43秒 / 北緯35.57667度 東経137.59528度

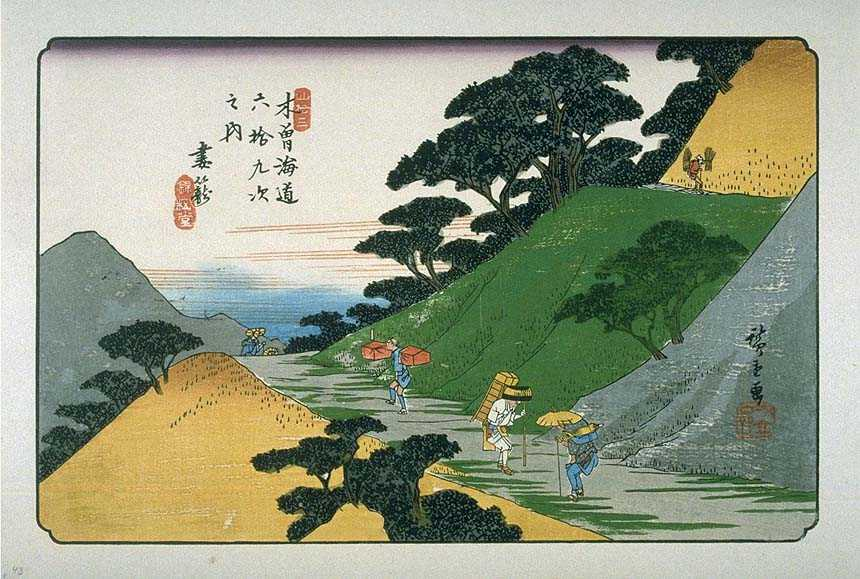
木曽海道六十九次 妻籠（歌川広重画）

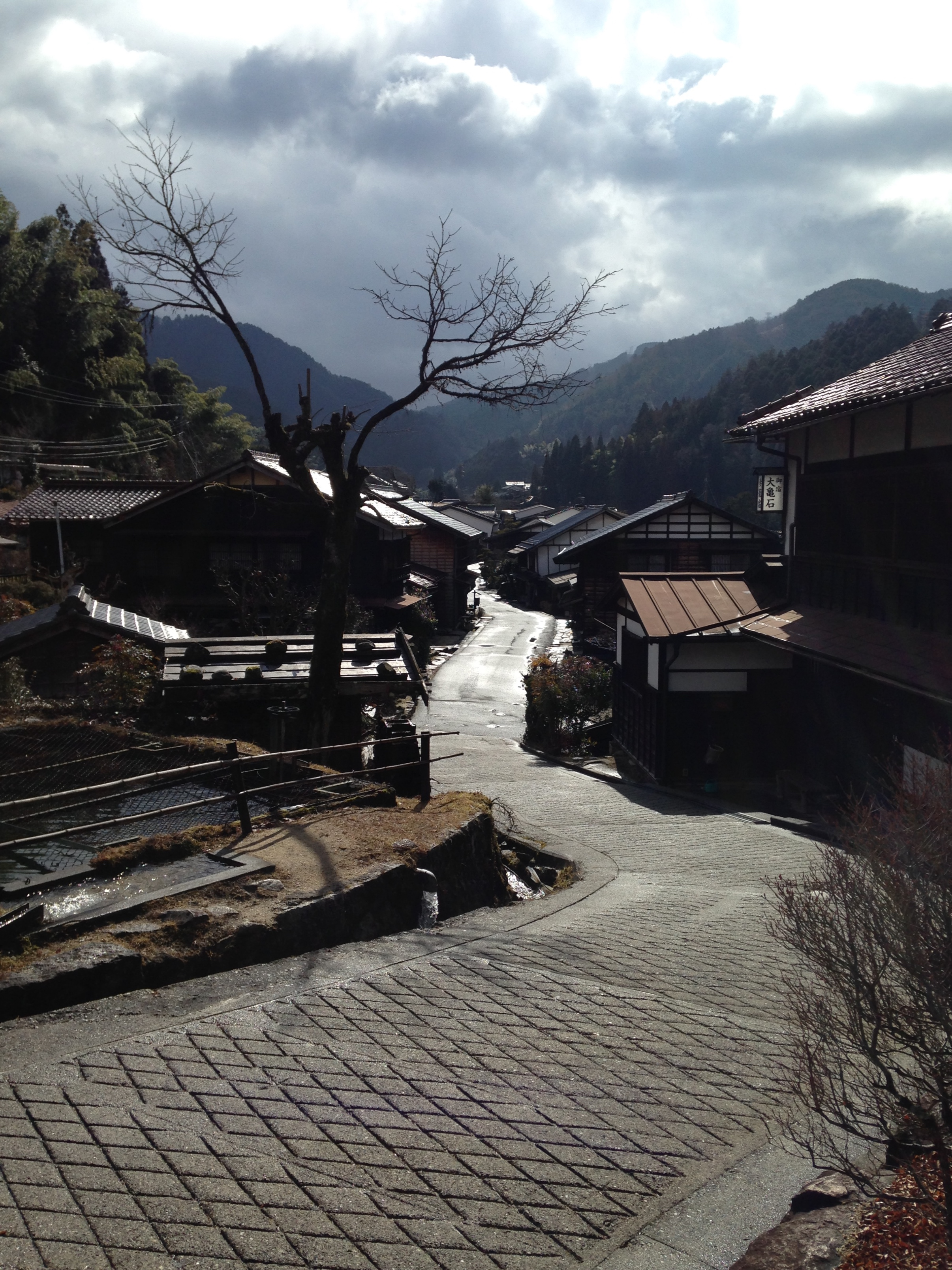
高札場からの眺望

妻籠宿（つまごじゅく）は、中山道42番目の宿場（→中山道六十九次）で、現在は長野県木曽郡南木曽町。蘭川（あららぎがわ）東岸に位置する。
現代においては、隣接する馬籠宿（旧長野県木曽郡山口村、現在は岐阜県中津川市）と、馬籠峠を越える旧中山道史蹟と合わせて木曽路を代表する観光名所として、外国人を含めて訪れる旅行者が多い。

## 概要
妻籠宿は中山道と飯田街道の追分に位置する交通の要衝であった。天保14年（1843年）の『中山道宿村大概帳』によれば、妻籠宿の宿内家数は31軒、うち本陣1軒、脇本陣1軒、旅籠31軒で宿内人口は418人であった。
1960年代に深刻となった長野県の過疎問題の対策として、開発事業としての保存事業が基本方針となった。1968年から1970年にかけて明治百年記念事業の一環として寺下地区の26戸が解体修復された。その後、観光客が増え始めたことから観光関連施設の整備が行われるようになり、保存事業を制度面から後押しするために、1973年に当時としては例の少ない、町独自の町並み保存条例である『妻籠宿保存条例』が制定された（1976年に『妻籠宿保存地区保存条例』へ改正）。
経済成長に伴い全国の伝統的な町並みが姿を消してゆく中、いち早く地域を挙げて景観保全活動に取り組んだことが評価され、1976年、国の重要伝統的建造物群保存地区の最初の選定地の一つに選ばれた。他の保存地区と異なり、周辺の農地など宿場を支えた環境全体を保存するため、国有林を含めた広範囲が選定されている。

## 史跡・みどころ・催事
- 熊谷家住宅
- 口留番所跡
- 高札場
- 南木曽町博物館[3]
  - 脇本陣奥谷（おくや）
    - 1877年の建築、それまで御禁制だった木曽桧を豊富に使った重厚な構造。脇本陣を代々務めた林家住宅を南木曽町が借り受けて公開。
    - 重要文化財

  - 歴史資料館
    - 1995年開館、脇本陣奥谷の裏庭にある。

  - 妻籠宿本陣
    - 1995年復元
- 郵便史コレクション料館（妻籠郵便局内）
- 枡形
- 下嵯峨屋
- 馬屋
- 上嵯峨屋
- 光徳寺

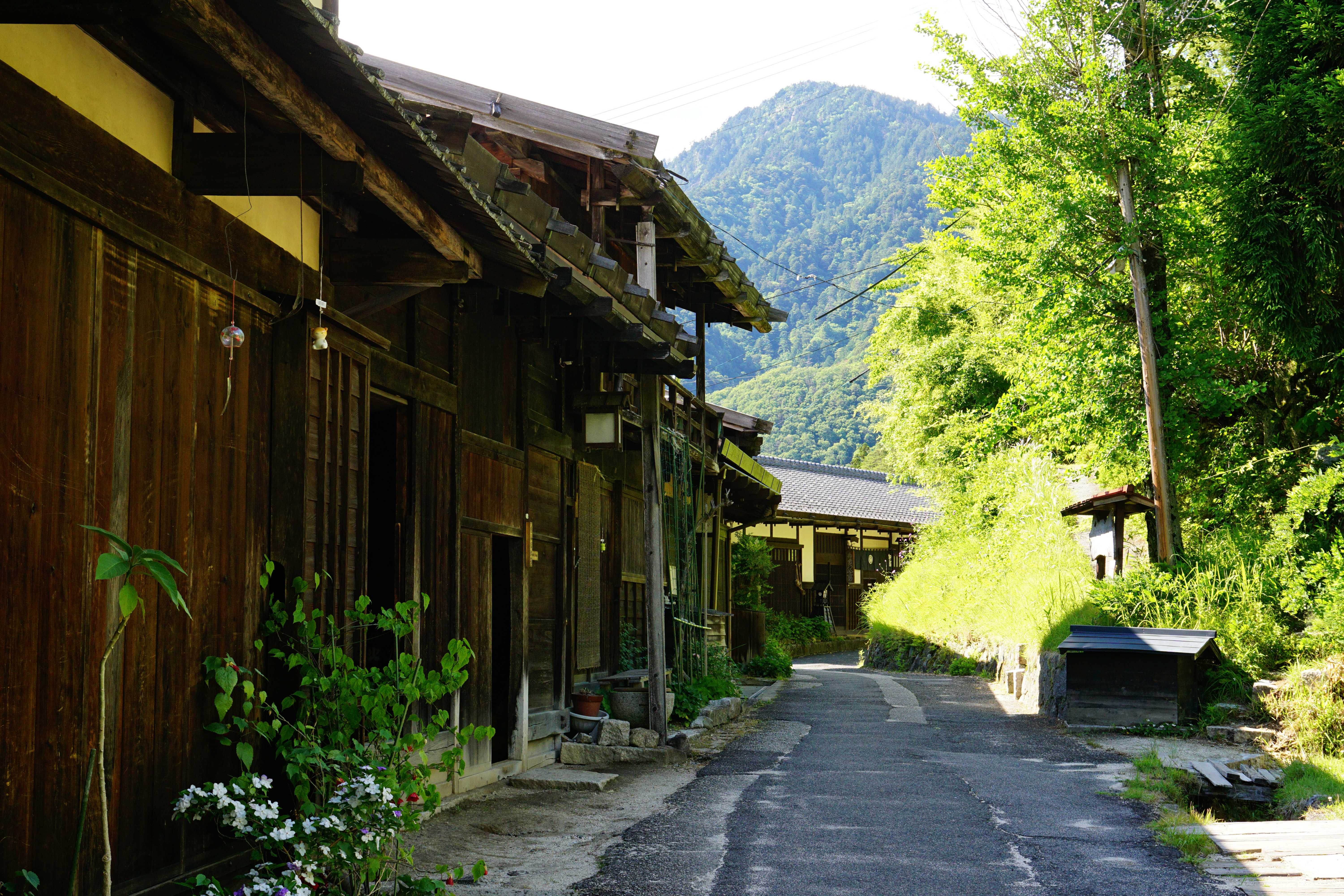
熊谷家住宅
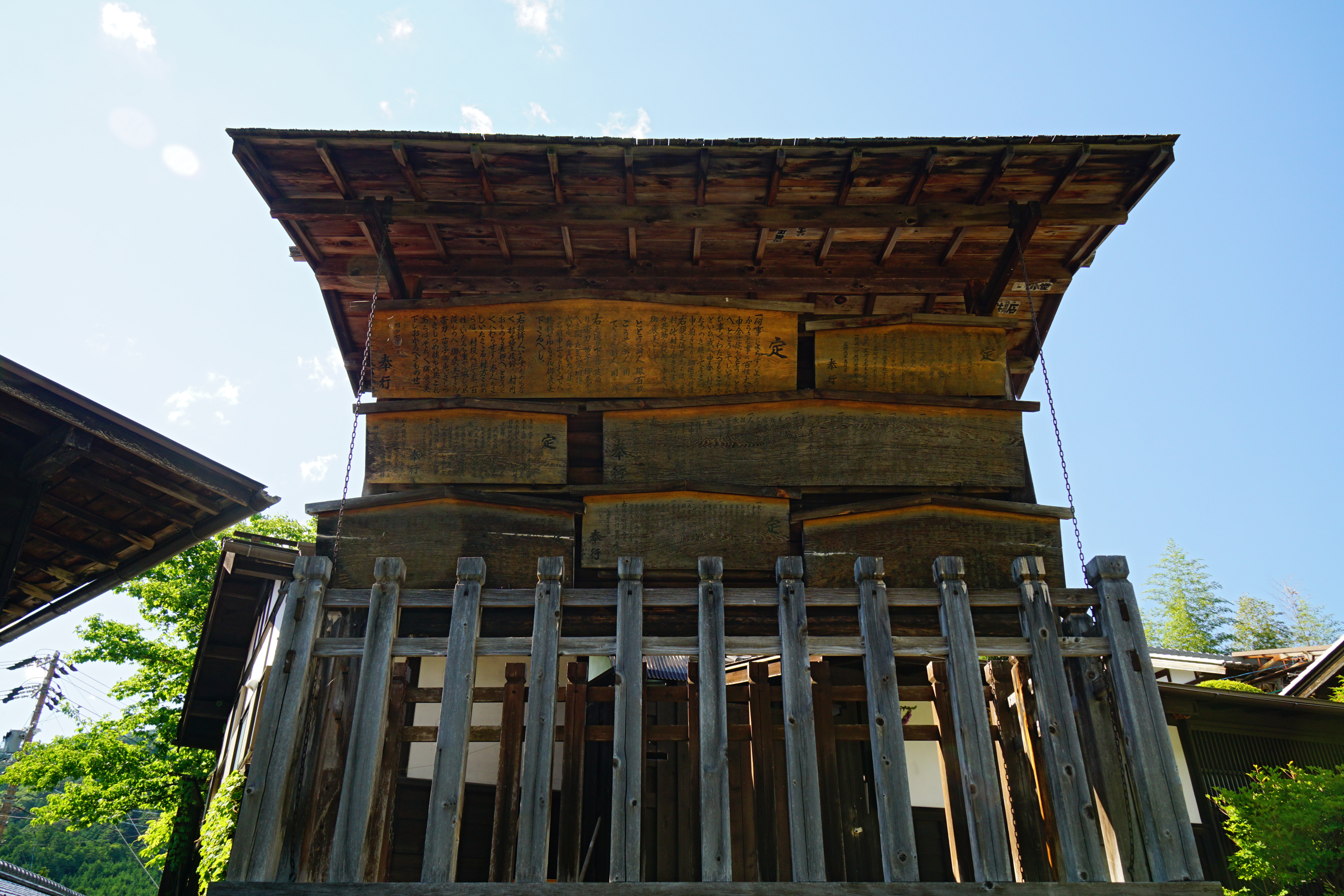
高札場
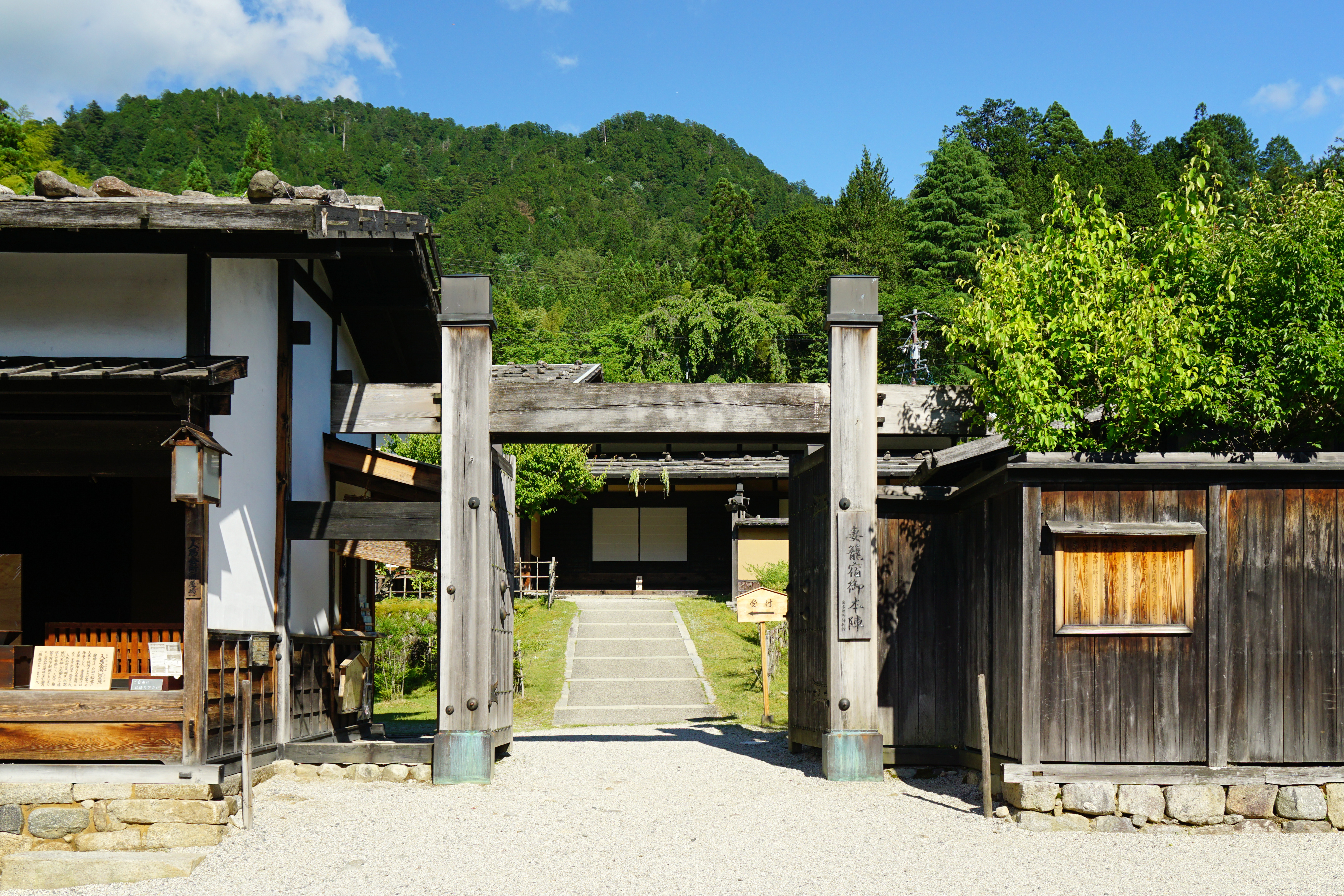
妻籠宿本陣
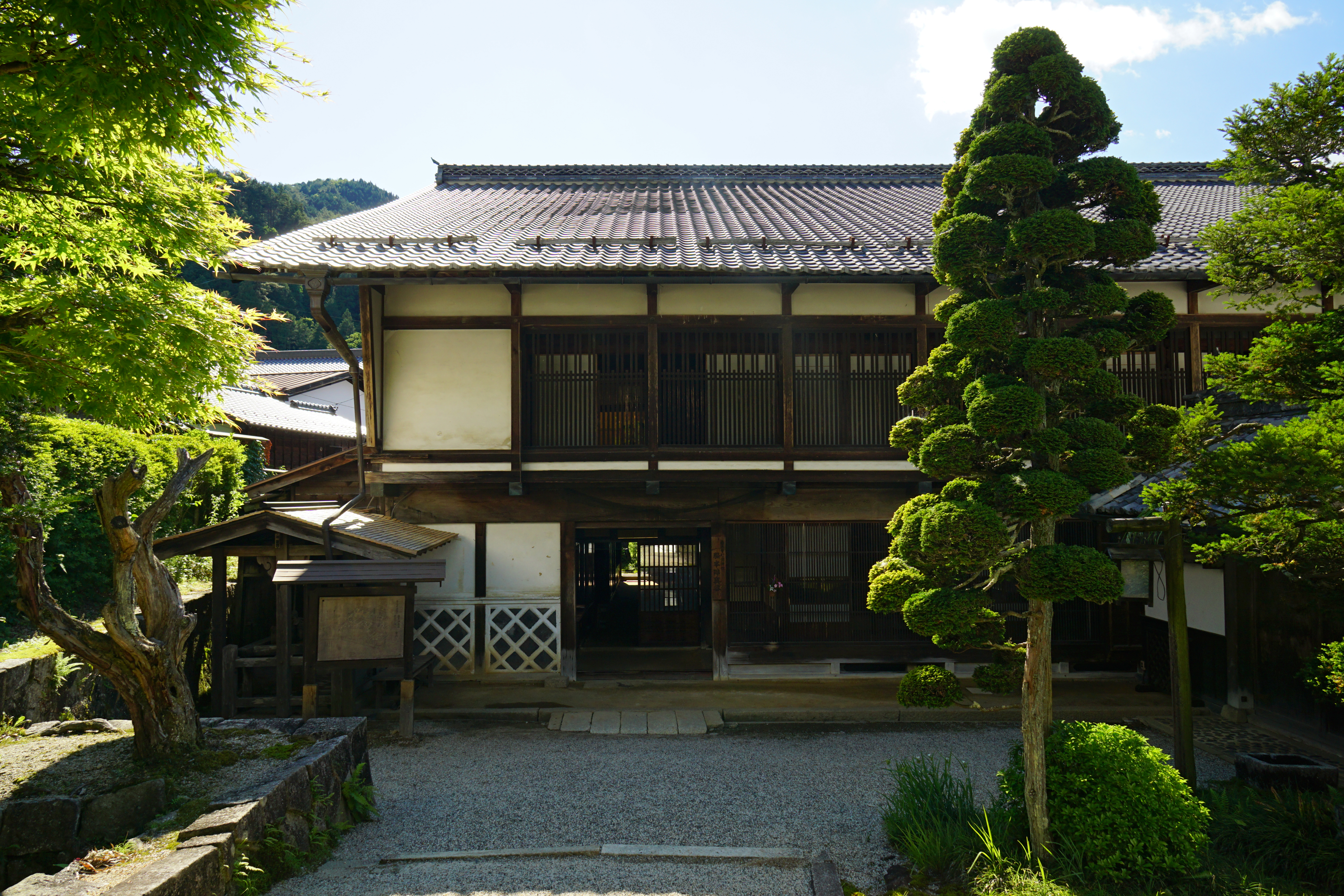
脇本陣奥谷
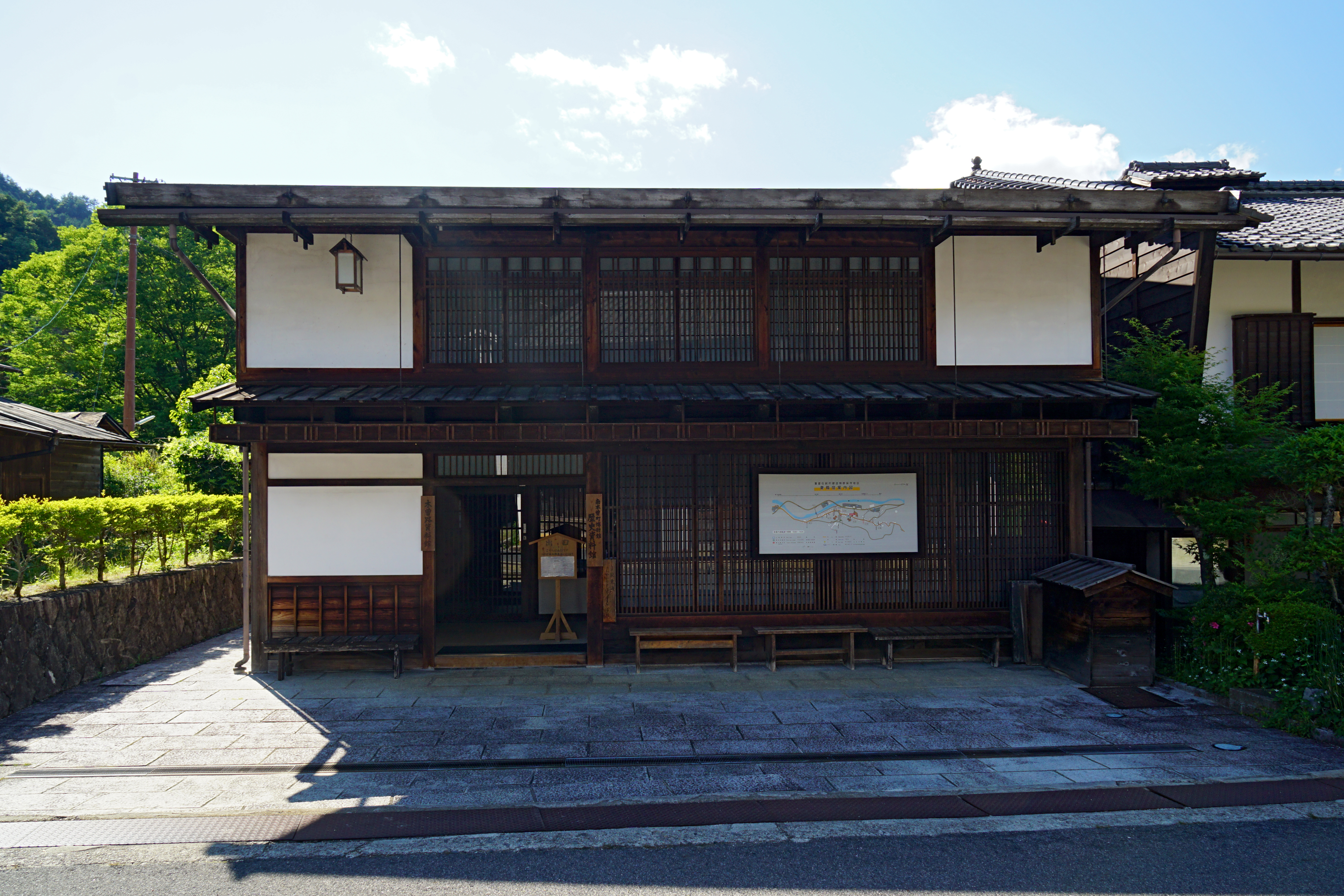
歴史資料館

馬籠宿までの史跡・みどころ
- 雄滝・女滝
- 一石栃白木改番所・立会茶屋
- 馬籠峠

催事
- 南木曽町・妻籠健康マラソン大会 - 毎年6月第1日曜日開催[4]。

## 重要伝統的建造物群保存地区データ
- 種別: 宿場町
- 選定年月日: 1976年9月4日
- 選定基準: 伝統的建造物群及びその周囲の環境が地域的特色を顕著に示している。
- 面積: 1,245.4ha

## 大妻籠
馬籠宿との間には、大妻籠の間宿があり、宿泊が可能であった。大妻籠は妻籠宿保存地区内の一地区になっている。現在でも民宿があり、昔ながらの民家に宿泊が出来る。

## 隣の宿
中山道
三留野宿 - 妻籠宿 - （大妻籠） - 馬籠宿

## 交通

### 徒歩
信濃路自然歩道に位置しておりハイキングコースが整備されている（馬籠峠まで男滝・女滝を経由して約6.0km、南木曽駅まで約4.0km）。

### 最寄り駅
- JR中央本線 南木曽駅から南木曽町新交通システム（おんたけ交通に委託）保神線、馬籠線で以下のバス停下車。
  - 妻籠 - 高札場付近
  - 妻籠橋 - 枡形付近
  - 尾又橋 - 馬籠側入口

## ギャラリー

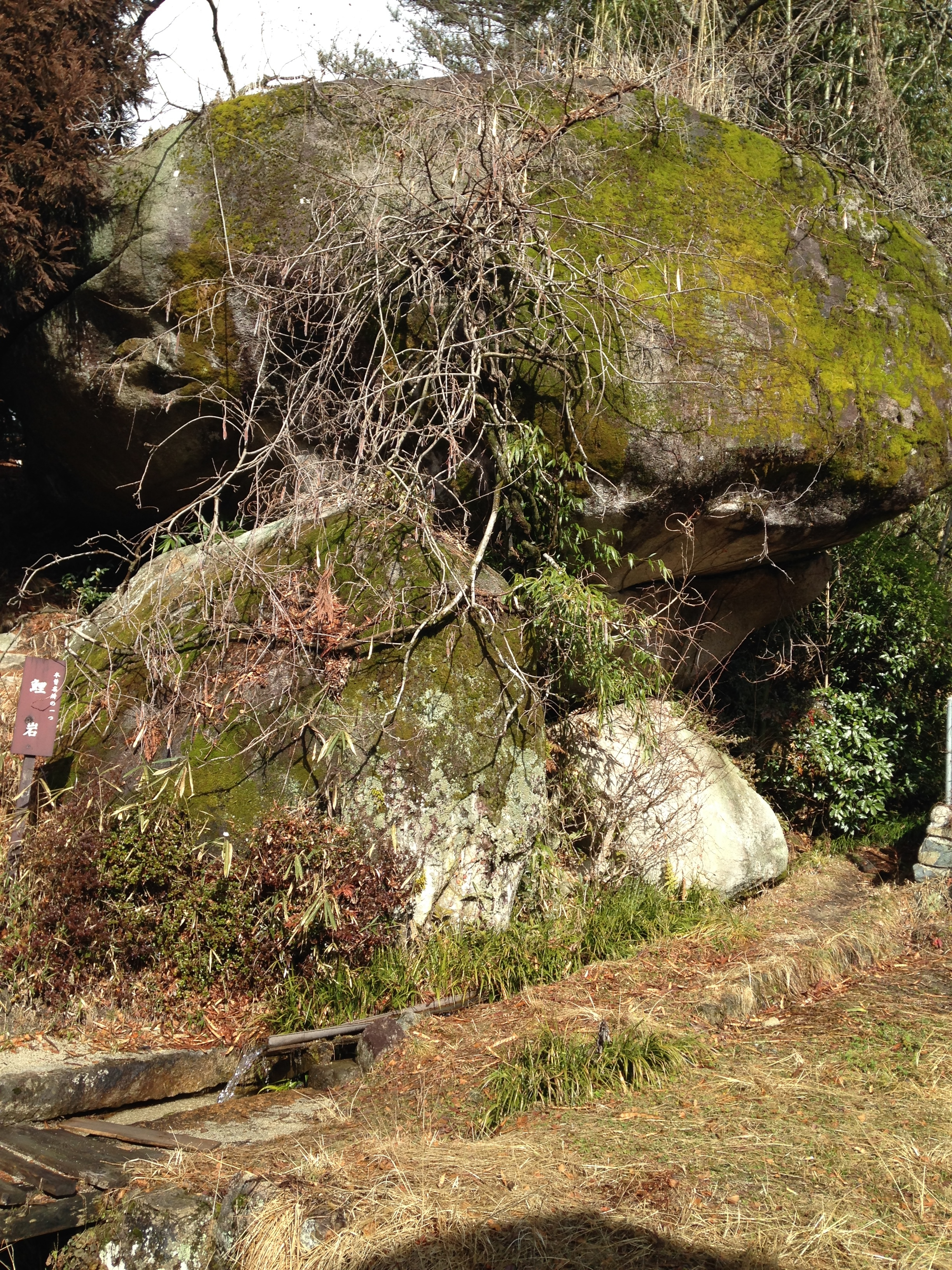
鯉岩
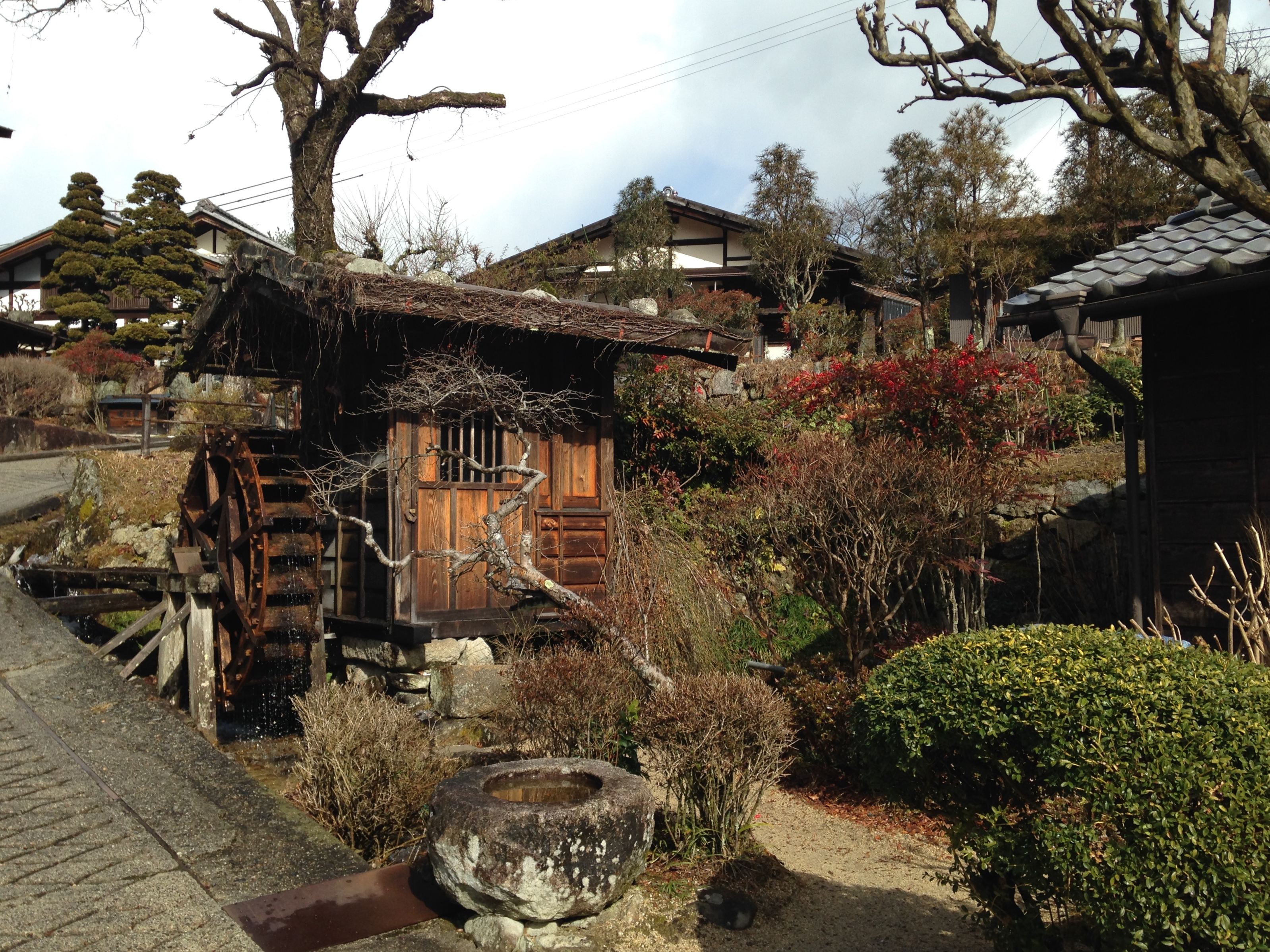
高札場付近の水車小屋
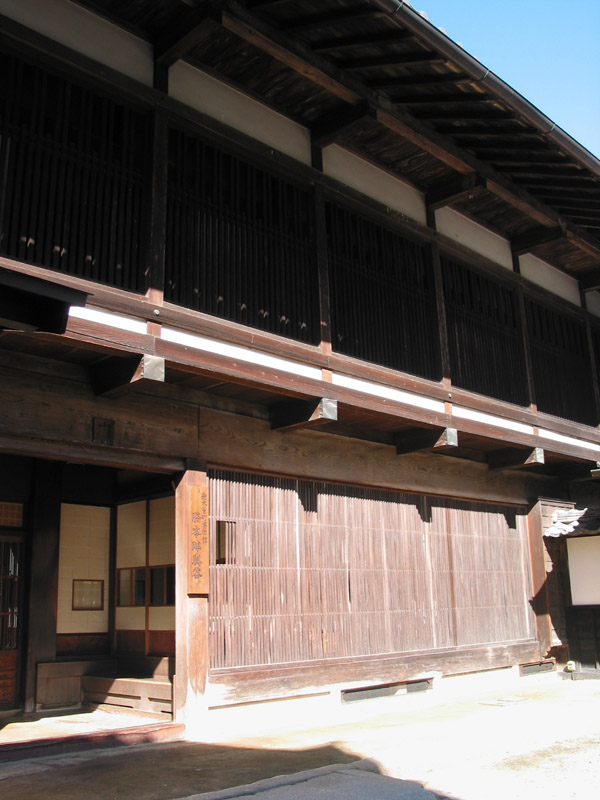
脇本陣奥谷
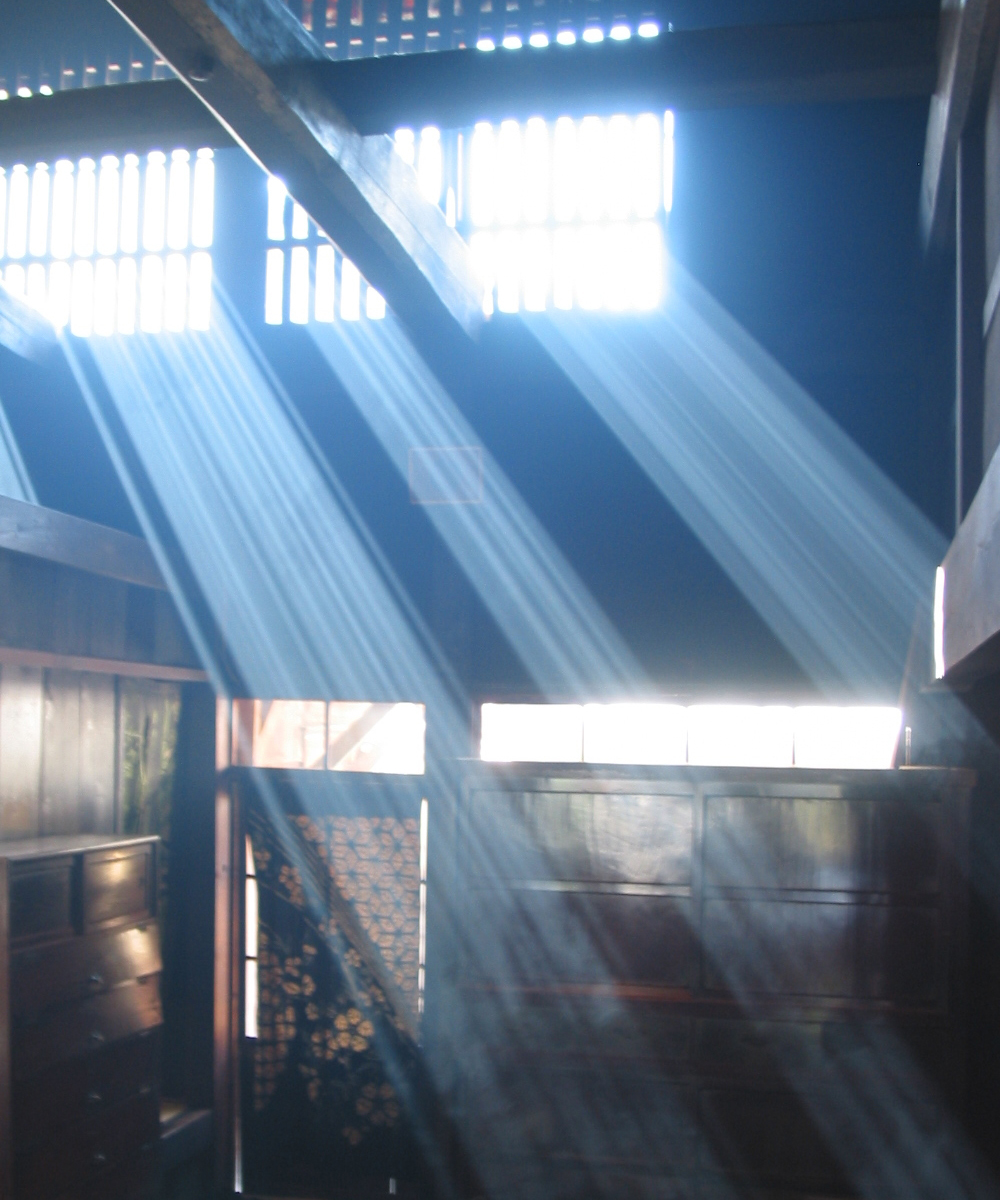
脇本陣奥谷内部
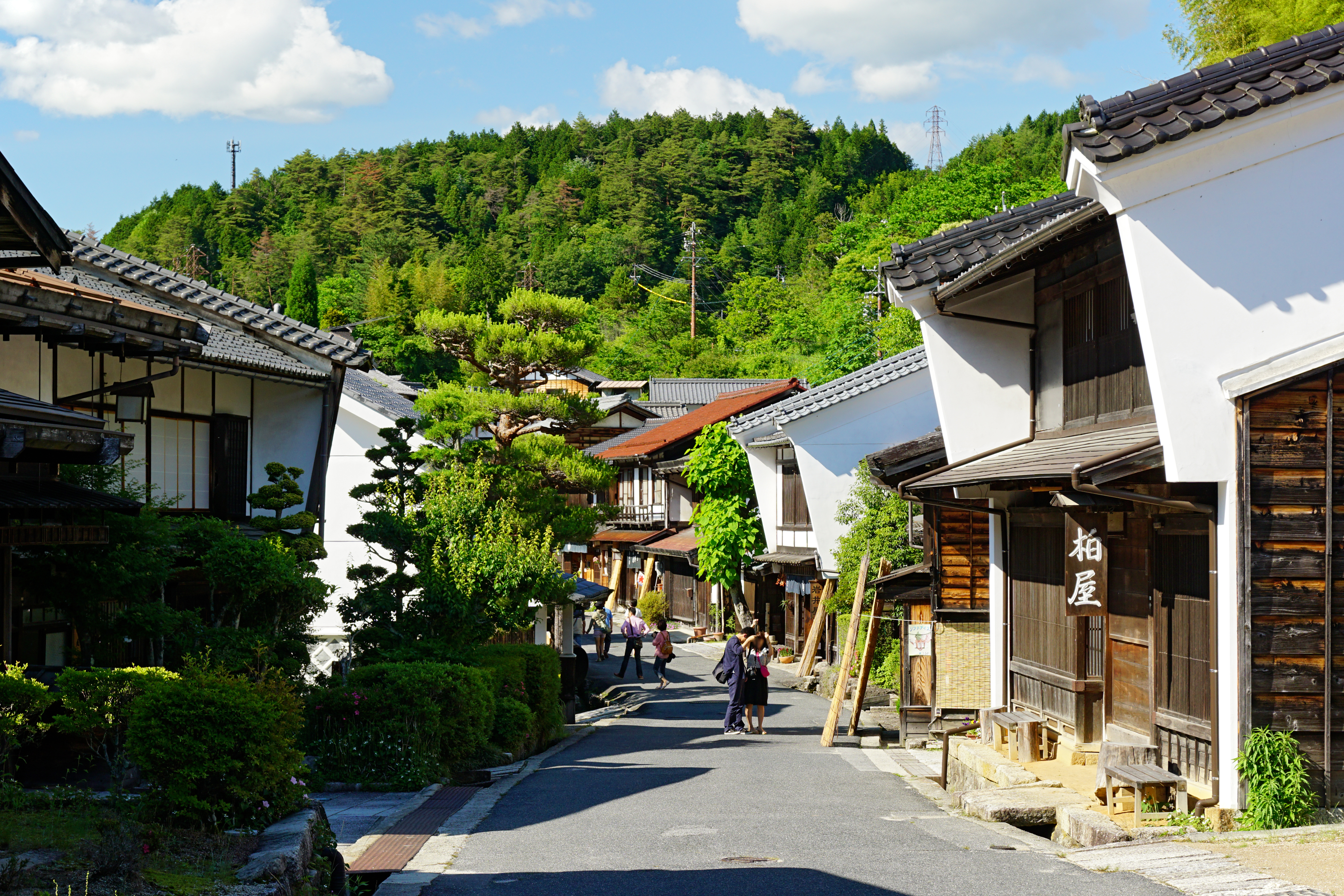
脇本陣奥谷前
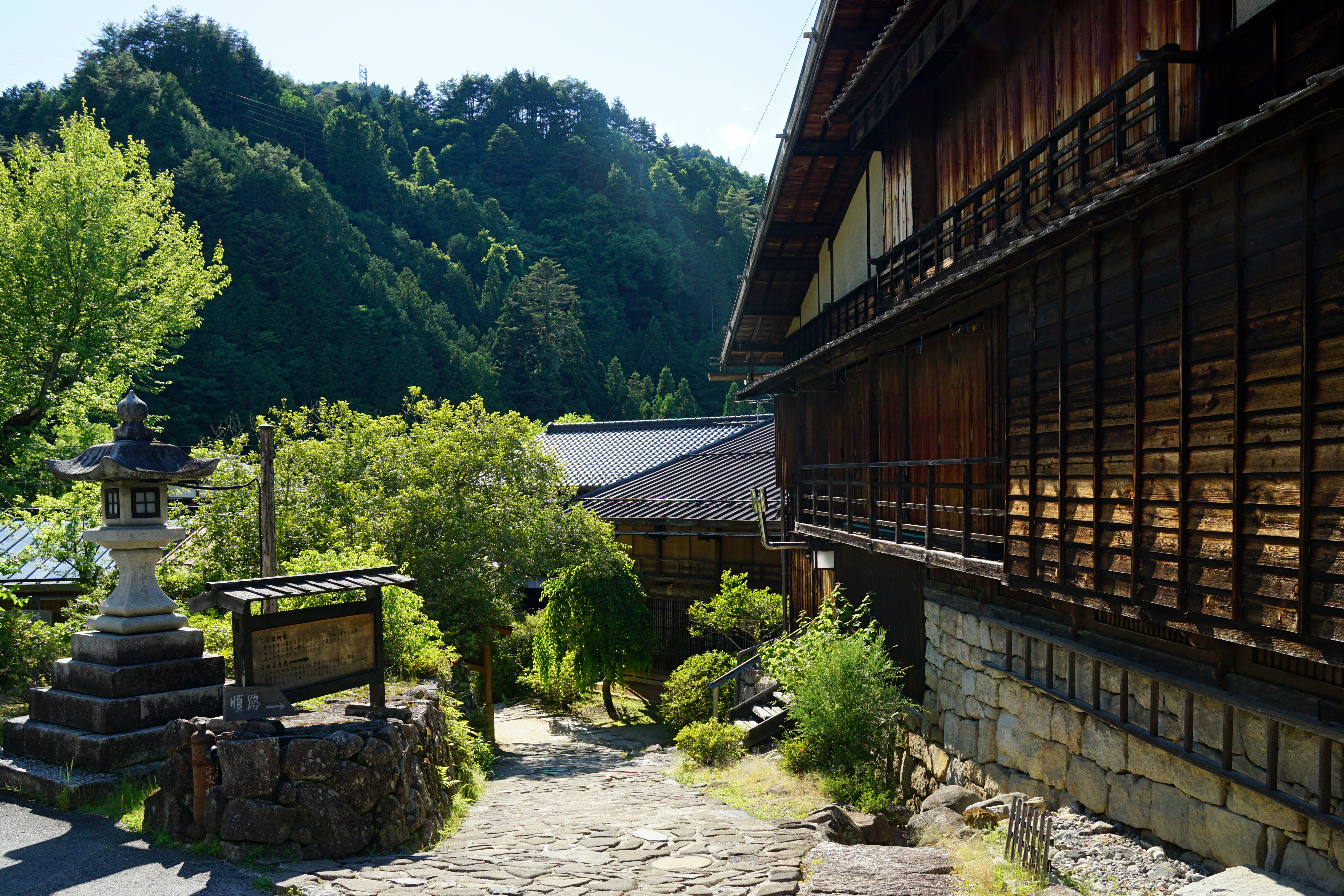
枡形
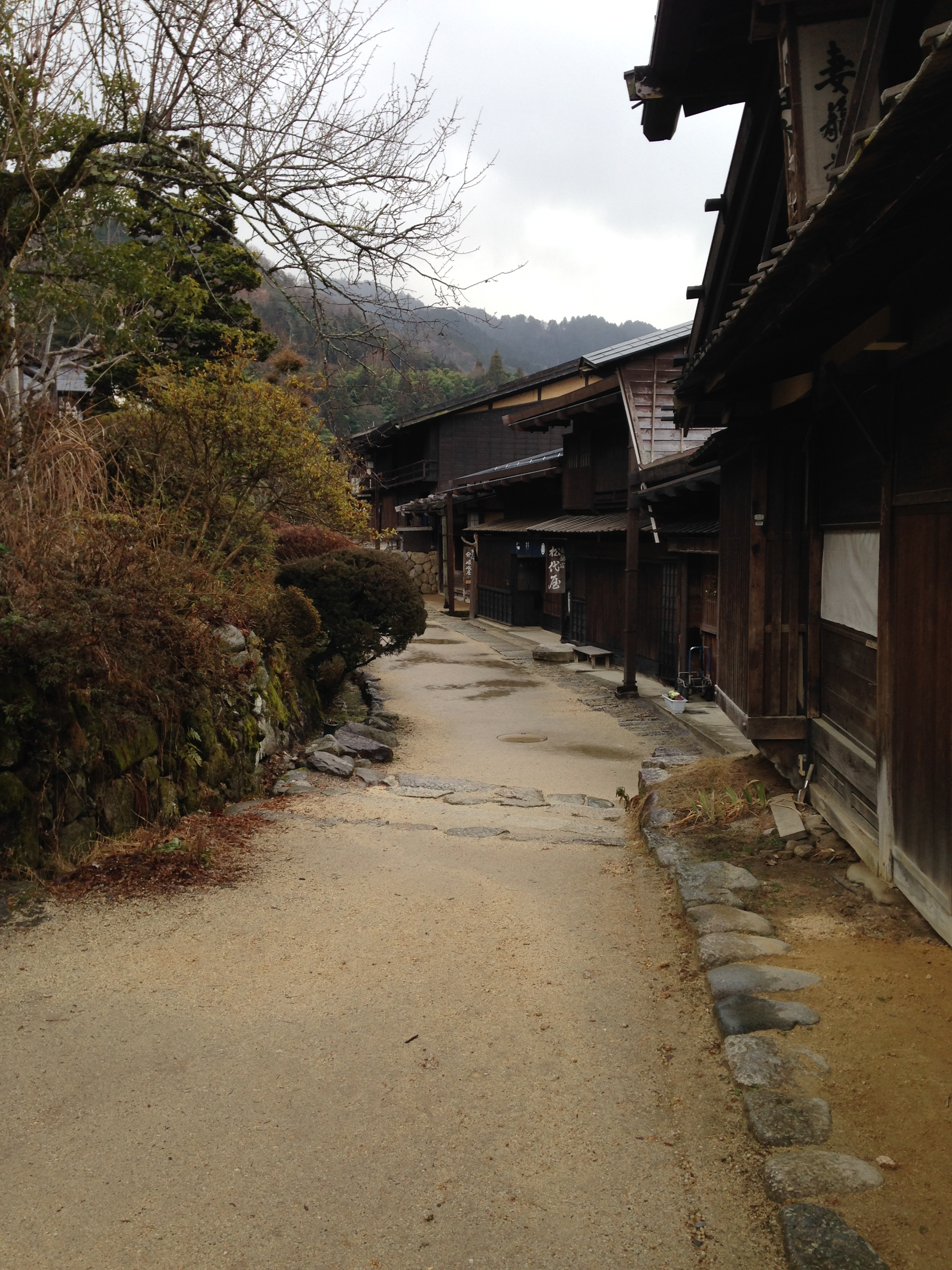
枡形の寺下側
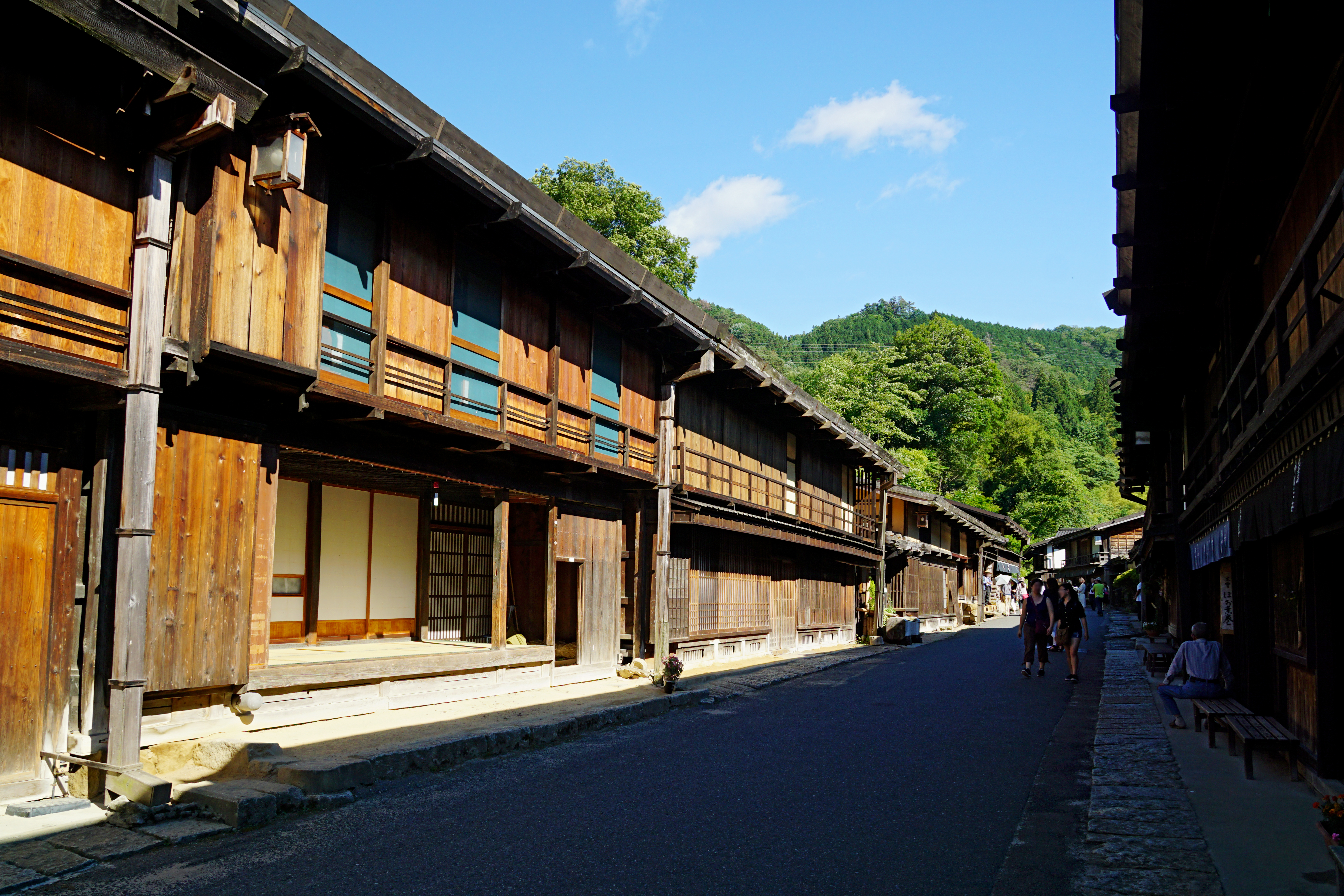
寺下の町並
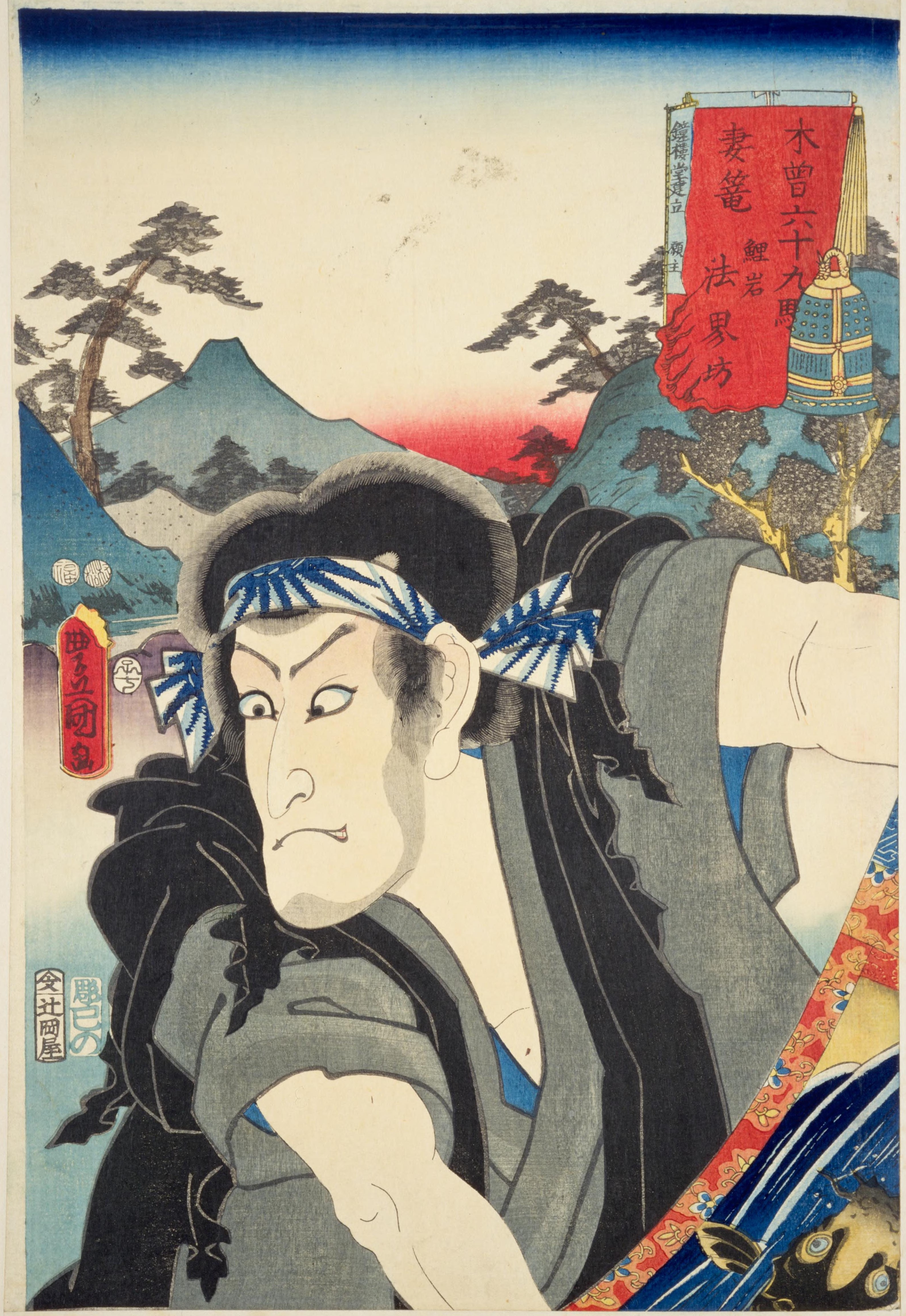
三代目歌川豊国「木曽六十九駅  妻篭鯉岩・法界坊」
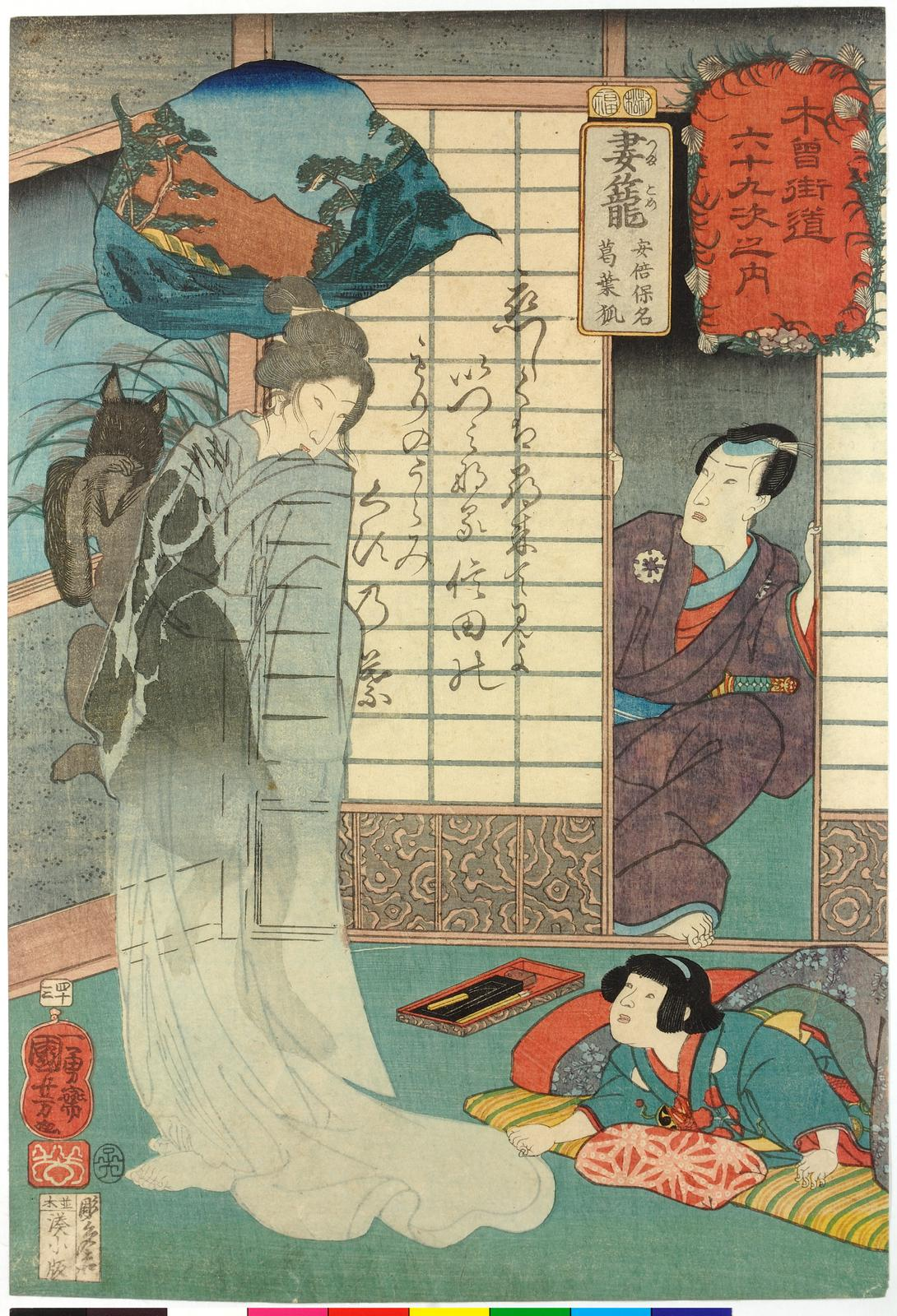
歌川国芳「木曽街道六十九次之内 妻籠　 安部保名 葛の葉狐」